# Devorah Baron

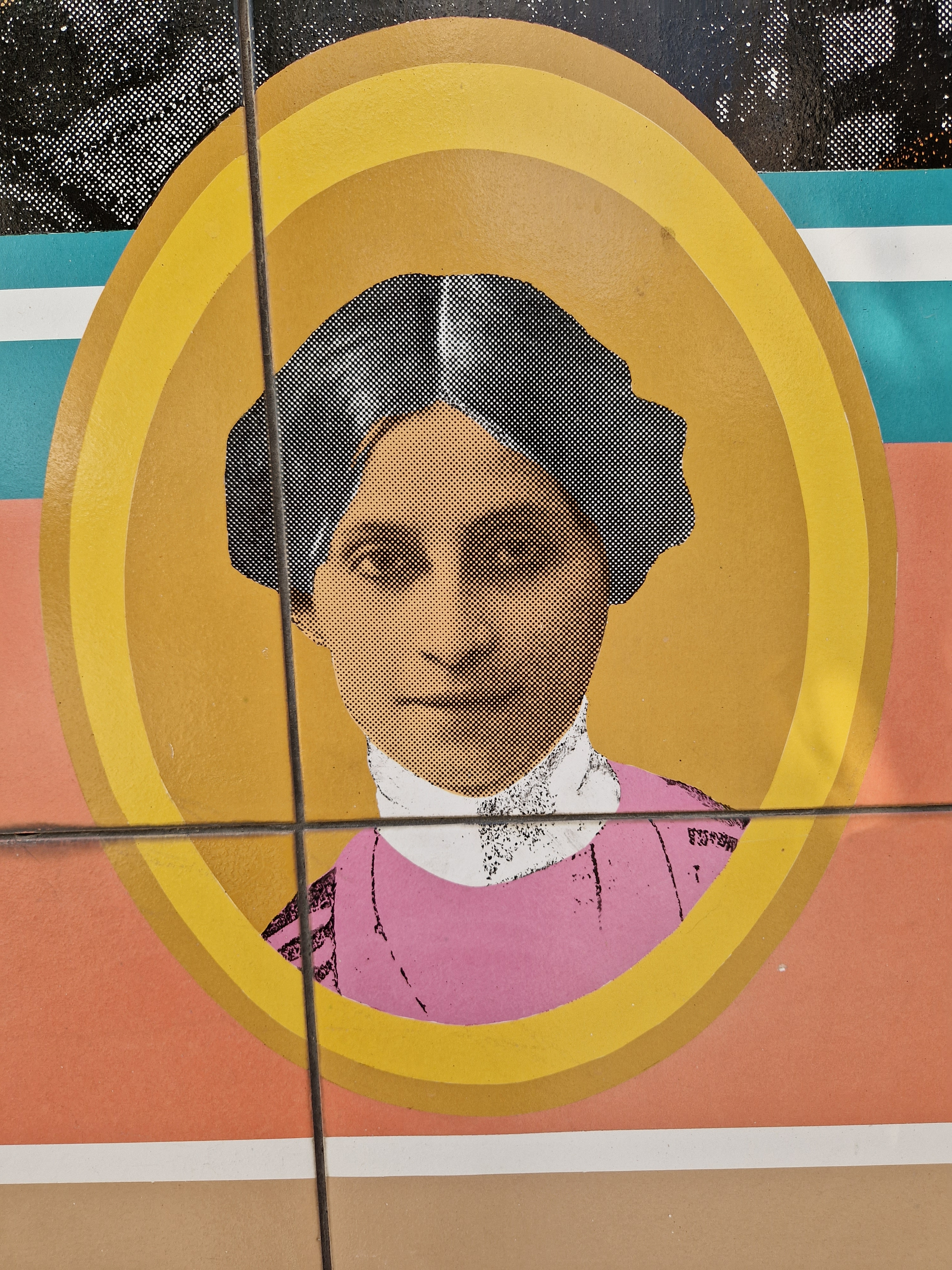
A painting by Devorah Baron in a wall display in Neve Tzedek, Tel Aviv

Devorah Baron (hebräisch דבורה בארון; geboren 4. Dezember 1887 in Usda, Russisches Kaiserreich; gestorben 20. August 1956 in Tel Aviv) war eine israelische Autorin, die Erzählungen und Novellen verfasste. Sie gehörte zu den frühen Autoren, die in modernem Hebräisch (Ivrit) schrieben. Außerdem wirkte Baron als Übersetzerin in Ivrit.

## Leben und Werk

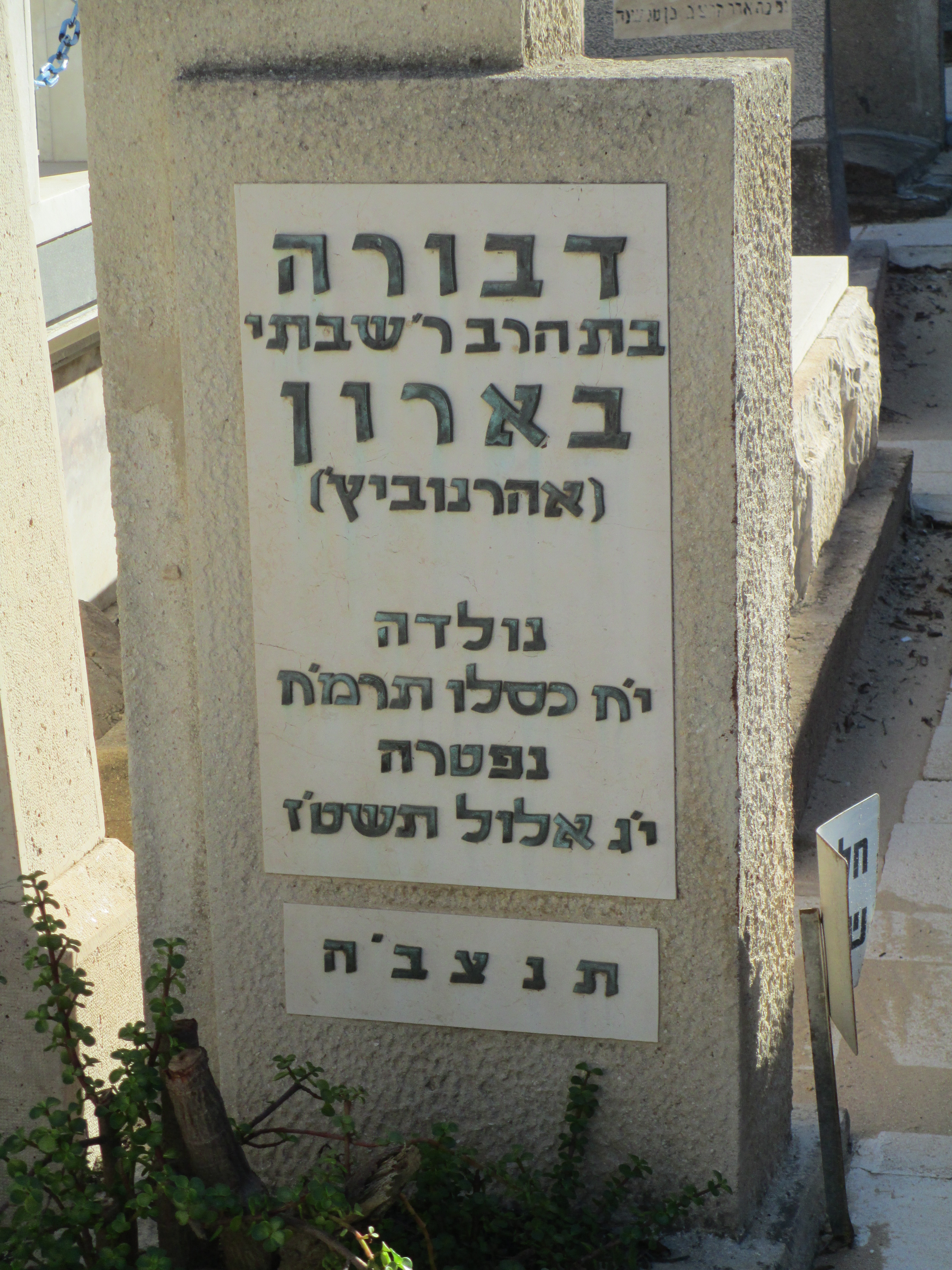
Grabstein von Devorah Baron auf dem Trumpeldor-Friedhof in Tel Aviv

Devorah Baron wurde 1887 als Tochter eines Rabbiners in Usda geboren, einer belarussischen Stadt im Ansiedlungsrayon des Kaiserreichs Russland. Über ihre Kindheit äußern sich manche Autoren nur knapp, so z. B. Gershon Shaked: „Als Rabbinertochter aufgewachsen und jung verwaist, zog sie aus dem Schtetl in die Stadt und kam mit der zweiten Einwanderungswelle nach Erez Israel.“ Für JoAnne C. Juett gilt: „Little is known about her life in Uzda“; sie schließt aber aus Barons Erzählungen, dass sie eine große Liebe zum Schtetl ihrer Kindheit entwickelt haben müsse. Amia Lieblich dagegen bringt viele Details über Barons Kindheit: Devorah war das mittlere unter fünf Kindern, sie hatte drei Schwestern und einen Bruder. Ihre Kindheit war geprägt von einer Erziehung, die sich nicht an dem im Schtetl üblichen weiblichen Rollenbild orientierte, sowie durch ihre enge Bindung an ihren Bruder. So wie Jungen nahm sie am Cheder-Unterricht teil und lernte die Tora, die Halacha und die Hebräischen Sprache, was ihren Schwestern nicht möglich war. In ihren späteren Geschichten idealisierte sie den Vater als eine Person, die sich hinsichtlich ihrer Erziehung den Konventionen entgegenstellte. Im Alter von 15 Jahren folgte sie ihrem Bruder nach Minsk und in das litauische Kaunas, um eine säkulare Ausbildung zu erhalten. Der Aufbruch aus dem religiös geprägten Schtetl erfolgte mit dem Segen ihrer Eltern. Bereits 1902, im Alter von 14 Jahren, begann Devorah, Geschichten in jiddischer Sprache zu veröffentlichen. Diese erregten Aufsehen wegen des jungen Alters und Geschlechts der Autorin, aber auch wegen des freizügigen Inhalts der Geschichten. Einige Jahre später trennte sich ihr Verlobter, der Autor Moshe Ben-Eliezer, von ihr. Ihre ersten Geschichten auf Hebräisch erschienen in den osteuropäischen jüdischen Zeitschriften Ha-Meliz und Ha-Zefira.
Nachdem Barons Vater gestorben war und ihr heimatliches Schtetl bei einem Pogrom zerstört worden war, wanderte Baron, gemäß Lieblich, 1910 nach Palästina aus, das damals zum Osmanischen Reich gehörte. Andere Autoren nennen 1911 als das Jahr ihrer Emigration. Sie lebte zunächst in der Nähe von Jaffa und arbeitete als Literaturredakteurin bei der Wochenzeitung der sozialistisch-zionistischen Partei HaPoel HaZair. Im Oktober 1911 heiratete sie Yosef Aharonovitz, den Chefredakteur dieser Zeitung. 1914 wurde ihre einzige Tochter Zipporah geboren. Im Ersten Weltkrieg musste die Familie ab 1915, ebenso wie weitere Angehörige der jüdischen Elite in Palästina, auf Anordnung der osmanisch-türkischen Regierung im Exil in der ägyptischen Stadt Alexandria leben. Als nach Ende des Ersten Weltkriegs das Osmanische Reich zerbrach, durfte die Familie 1919 nach Palästina zurückkehren, das nun als Völkerbundsmandatsgebiet unter britischer Verwaltung stand.
Gemäß Lieblich beendete das Paar Baron-Aharonovitz seine Tätigkeit beim Magazin Ha-Po’el ha-Za’ir im Jahr 1922. Nach einer anderen Quelle jedoch arbeitete Devorah dort bis zum Tod ihres Ehemannes im Jahr 1937. Ab 1922 lebte sie, laut Lieblich, 34 Jahre bis zu ihrem Tod zurückgezogen und nahm nicht mehr am öffentlichen Leben teil. Die letzten beiden Jahrzehnte ihres Lebens war sie bettlägerig. Lediglich allernächste Verwandte und ausgewählte Gäste erhielten zu ihr Zutritt. Devorah Baron starb am  20. August 1956 in Tel Aviv und wurde auf dem dortigen Trumpeldor-Friedhof begraben.

### Erzählungen
Nachdem Baron ihre Erzählungen zunächst nur in Zeitschriften veröffentlicht hatte, kam 1927 erstmals ein Sammelband namens Sipurim in Buchform heraus. Hinsichtlich ihres Stils schwankt sie zwischen realitätsbezogener Prosa und dem Versuch, deren begrenzte Möglichkeiten zu überwinden. Einige Kritiker meinen, ihre Erzählungen spiegelten primär die osteuropäische Lebenswelt, für andere dagegen dient ihr diese Beschreibung des Lebens nur als Ausgangsmaterial, das sie dann für ihre eigenen Zwecke forme. Thematisch überwiegen bei ihr Darstellungen des Schicksals von Frauen, denen das Leben sehr zugesetzt hat. Shaked sieht Baron in gewisser Hinsicht als „die erste feministische Dichterin in der Geschichte der hebräischen Literatur“, da sie sich auf das Unrecht konzentriert, das Frauen von der männlich dominierten Gesellschaft angetan wird. Die Schlüsselerfahrung im Leben der meisten Heldinnen ist die, verwaist zu sein. Der Kampf der Figuren ist oftmals aussichtslos; dabei richtet Baron ihre Ironie nicht gegen den vom Schicksal geschlagenen Menschen, sondern gegen das grausame Schicksal und seine Vollstrecker. Bei Baron finden sich Anspielungen auf Geschichten in der Hebräischen Bibel; so ähnelt die Heldin in der Erzählung Fredl an Jakobs ungeliebte Frau Lea.

### Übersetzungen
Baron sprach mehrere Sprachen fließend; sie übersetzte den Roman Madame Bovary von Gustave Flaubert, sowie Werke von Anton Tschechow, Jack London und weiteren Autoren ins Hebräische.

## Auszeichnungen
- 1933: Bialik-Preis, der in diesem Jahr erstmals vergeben wurde
- Brenner-Preis